# Pirosló hunyor
A pirosló hunyor (Helleborus purpurascens) a boglárkavirágúak (Ranunculales) rendjébe, ezen belül a boglárkafélék (Ranunculaceae) családjába tartozó faj.

## Származása, elterjedése
A magyar flórában erdélyi (dácikus) flóraelemként van jelen; elterjedési területe keleten Ukrajnáig nyúlik. E növényfaj előfordul a Bükk-vidéken.

## Megjelenése
Rövid, pikkelyes gyöktörzséről bojtosan ágaznak le vékony gyökerek. Levelei hosszú nyelűek, tenyeresen szeldeltek, a levélszeletek lándzsásak, szélük fűrészes.
A virágtengely tavasszal fejlődik, rajta végálló, 6–8 cm átmérőjű virággal. A virágtakarót 5 csészelevél alkotja, ezek külső felülete zöldeslila, illetve ibolyáslila. A szirmok mézfejtőkké alakultak át. Virága sokporzós, a termőtájat 3-6, alján összenőtt termőlevél alkotja.
Három hosszanti hasítékkal nyíló tüszőtermése több apró, gömbölyű magot tartalmaz.

## Életmódja
Magyarországon az Északi-középhegység gyertyános tölgyeseiben nő. Mészkedvelő. Virága a beporzás után még sokáig nem hervad el. Március-áprilisban virágzik.

## Felhasználása
Gyógynövény, de erősen mérgező, ezért ma már csak az állatgyógyászatban használják. 
A növény minden része - de különösen a gyöktörzs, a tőlevelek és a magvak - mérgező, akárcsak a többi hunyoré. Helleboreint, egy szívre ható, digitálisz-szerű glikozidot, ezenkívül hellebrint, akonitsavat és egy helleborinszerű szaponint tartalmaz. Legelő állatok fogyaszthatják akkora mennyiségben, hogy mérgezést okozhasson. Tünetei: nyálkahártyagyulladás, nyálfolyás, hányás, gyomor- és bélgyulladás, krónikus hasmenés, erős, szapora szívverés, bódultság, támolygó járás. Súlyos esetben az állat 3-4 napon belül elpusztul a központi idegrendszer bénulása következtében. A méreganyagok a szarvasmarha, kecske tejében - vagy kényszervágás esetén a húsában - is megtalálhatóak.